# 南施

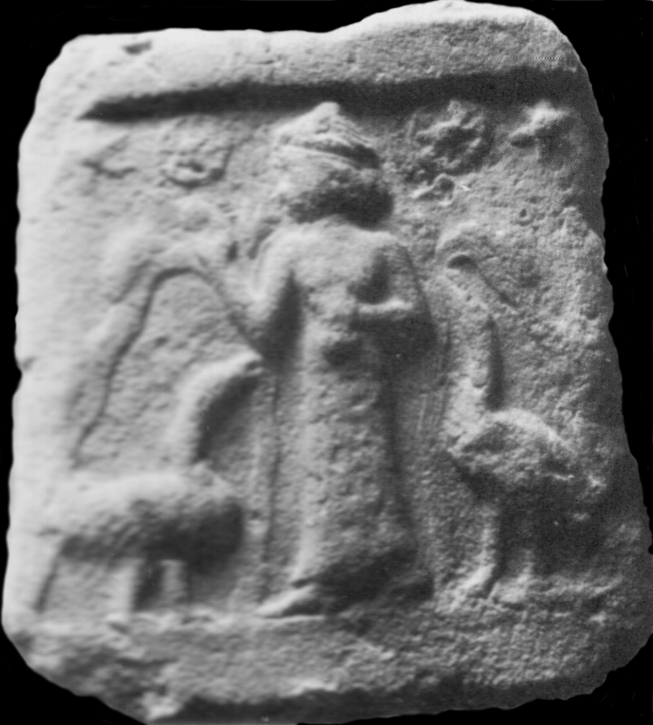
南施

南施（Nanshe）是蘇美神話的女神，主司占卜和解夢，也和水有關。恩基的女兒、寧格蘇的妹妹。她會宣告神旨，幫助人們對抗惡魔。

## 脚注
1. ↑  Asher-Greve & Westenholz 2013，第41頁.